# Neuengeseke
Neuengeseke, znana również jako Niggen Jaisken – dzielnica (Ortsteil) gminy Bad Sassendorf w powiecie Soest, w kraju związkowym Nadrenia Północna-Westfalia, w rejencji Arnsberg.

## Geografia
Neuengeseke położona jest 7 km na wschód od Soest. Dzielnica podzielona jest na część górną i dolną, a widocznym połączeniem między tymi dwoma obszarami jest Haienpoth, strumień, który prowadzi od "Neuengeseker Heide" na południe od centrum wioski.

## Demografia
Według spisu ludności z 2015 roku, w Neuengeseke mieszkało 635 mieszkańców.

## Reorganizacja gmin
Według ustawy z 24 czerwca 1969 roku (niem. Gesetz zur Neugliederung des Landkreises Soest und von Teilen des Landkreises Beckum, § 7, Neuengeseke jest dzielnicą gminy Bad Sassendorf.

## Infrastruktura
W 1960 roku w Neuengeseke było jeszcze 38 gospodarstw, podczas gdy w 1988 roku uprawiano tylko 350 hektarów z pierwotnych 529 hektarów. Rolnicy nie mogli bez przeszkód korzystać ze zmian strukturalnych.
Jako miasto parafialne Neuengeseke posiada infrastrukturę, taką jak cmentarz, przedszkole, strzelnicę, ośrodek sportowy, restauracje i inne placówki handlowe. Na południe od centrum miasta znajduje się drzewostan dojrzałych buków, a wzdłuż północno-zachodniego skraju miasta leży mały gaj bukowy, dębowy i lipowy. Północna część miasta jest przeważnie wiejska, podczas gdy w południowej części powstały już nowe obszary mieszkalne.

## Polityka
Burmistrzem dzielnicy (niem. Ortsvorsteher) jest Reinhard Klöne.